# Orthobula charitonovi
Orthobula charitonovi is een spinnensoort uit de familie van de Trachelidae.
De wetenschappelijke naam van de soort werd in 1986 als Trachelas charitonovi gepubliceerd door Mikhailov.